# Habitatge a l'avinguda Catalunya, 11 (la Palma de Cervelló)
L'Habitatge a l'avinguda Catalunya, 11 és una obra noucentista de la Palma de Cervelló (Baix Llobregat) inclosa a l'Inventari del Patrimoni Arquitectònic de Catalunya.

## Descripció
Casa de planta rectangular, acabada en terrat, amb una façana interessant. Tant les finestres com la porta són recorregudes, a la part superior, per un guardapols. Cal destacar, com a elements ornamentals de la façana, diversos esgrafiats hexagonals que formen un registre a la part superior així com, al mur de la barana del terrat i dins una motllura ovalada, un quadrat inscrit.

## Història
Casa construïda vers els anys 1920-1929.